# وایراراپا

محدوده انتخاباتی وایراراپا.

وایراراپا (انگلیسی: Wairarapa نام منطقه‌ای جغرافیایی است در نیوزیلند. این منطقه در جنوب شرقی جزیره شمالی 
نیوزلند واقع شده‌است. وایراراپا در شرق کلان‌شهر ولینگتون و جنوب غربی منطقه خلیج هاوک قرار دارد. وایراراپا جمعیت کمی دارد و دارای چندین شهرک برای ارائه خدمات روستایی است که بزرگترین آن‌ها مسترتون نام دارد. نام منطقه از نام بزرگترین دریاچه آن یعنی دریاچه وایراراپا گرفته شده‌است.